# Balon (spel)

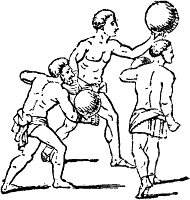
Balon-spel in uitvoering

Balon, of wind-bal is een spel dat lijkt op het moderne spel van volleybal, waarbij een leren bal met de vuist of onderarm wordt geslagen om te voorkomen dat deze de grond raakt. Het spel werd gespeeld in het oude Rome, waar het bekend stond als follis, het Latijnse woord voor een leren zak. Zo'n bal gemaakt van leer was vrij zwaar, dus bescherming kon worden gebruikt, zoals een leren handschoen of houten armplaat. Het Romeinse spel werd beschouwd als een sport voor jongens en oude mannen, zoals Martialis schreef:
| Ite procul juvenes; mitis mihi convenit ætas | Ga weg, jonge mannen. Een zachte leeftijd past bij mij.               |
| Folle decet pueros ludere, folle senes.      | De ballon is om mee te spelen voor jongens, net als voor oude mannen. |

In 1677 bezocht Cornelis de Bruijn de stad Livorno waar het balon-spel regelmatig beoefend werd. Hij schreef hierover:
Het spel van de balon gaat hier in de vastenavond-tyd geweldig in swang. ’t Bestaat in twee partyen, waarvan yder zoveel meester van de bal tracht te worden, dat hy ze over de andere party heen slaat. De plaats, dienende tot een perk, is rondom met een koorde bespannen, en het spel vermakelyk om aan te schouwen.
Toen rubber beschikbaar werd, speelden moderne spelers in Groot-Brittannië het spel met lichtere ballen van opgeblazen rubber, waardoor jongere kinderen konden meedoen.